# Piaski (Biłgoraj)

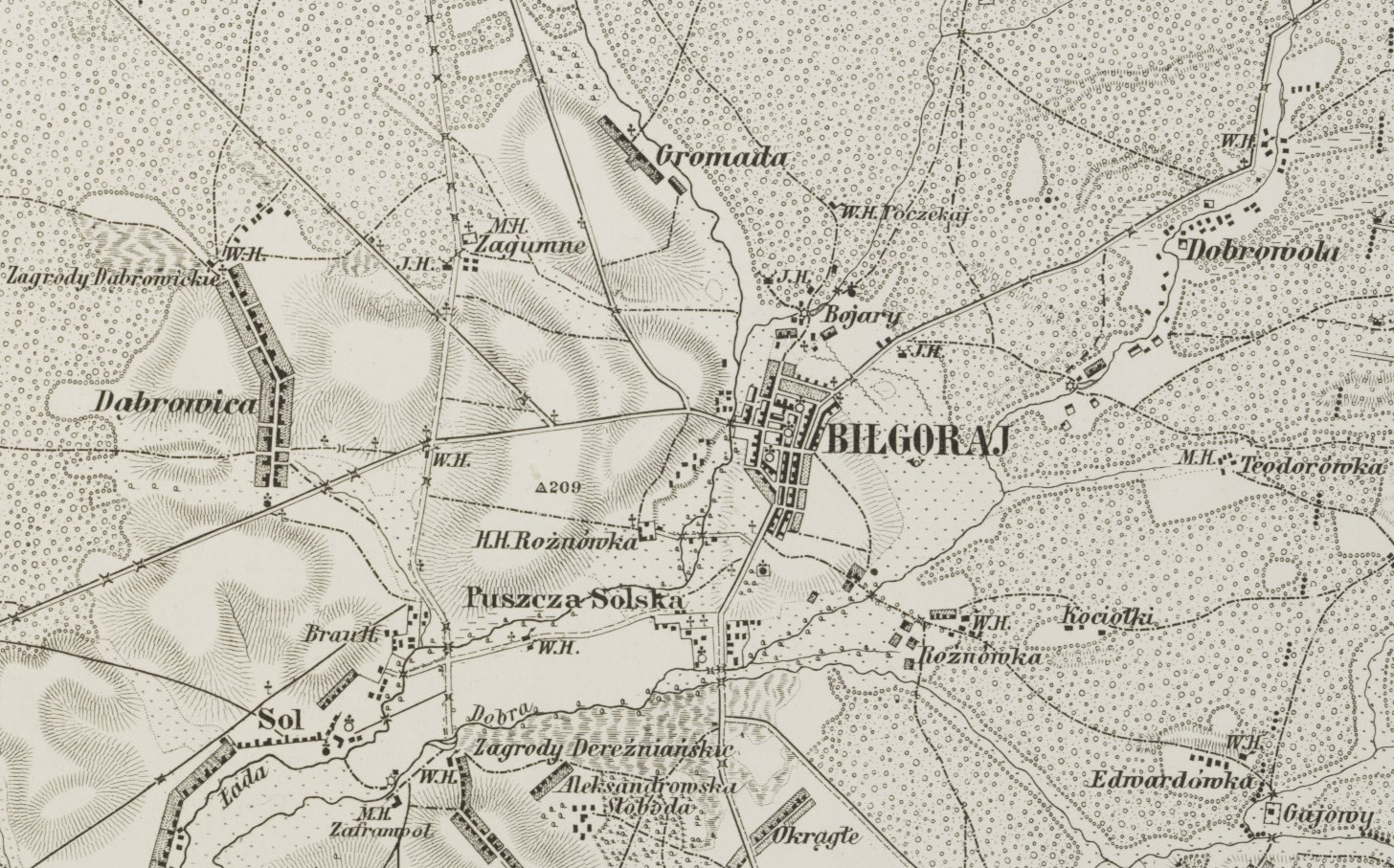
Biłgoraj na austriackiej mapie topograficznej z XIX w. W miejscu dzisiejszego osiedla Piaski znajduje się niezurbanizowany teren z obiektami folwarku Rożnówka, przez które przebiega droga do Edwardowa.

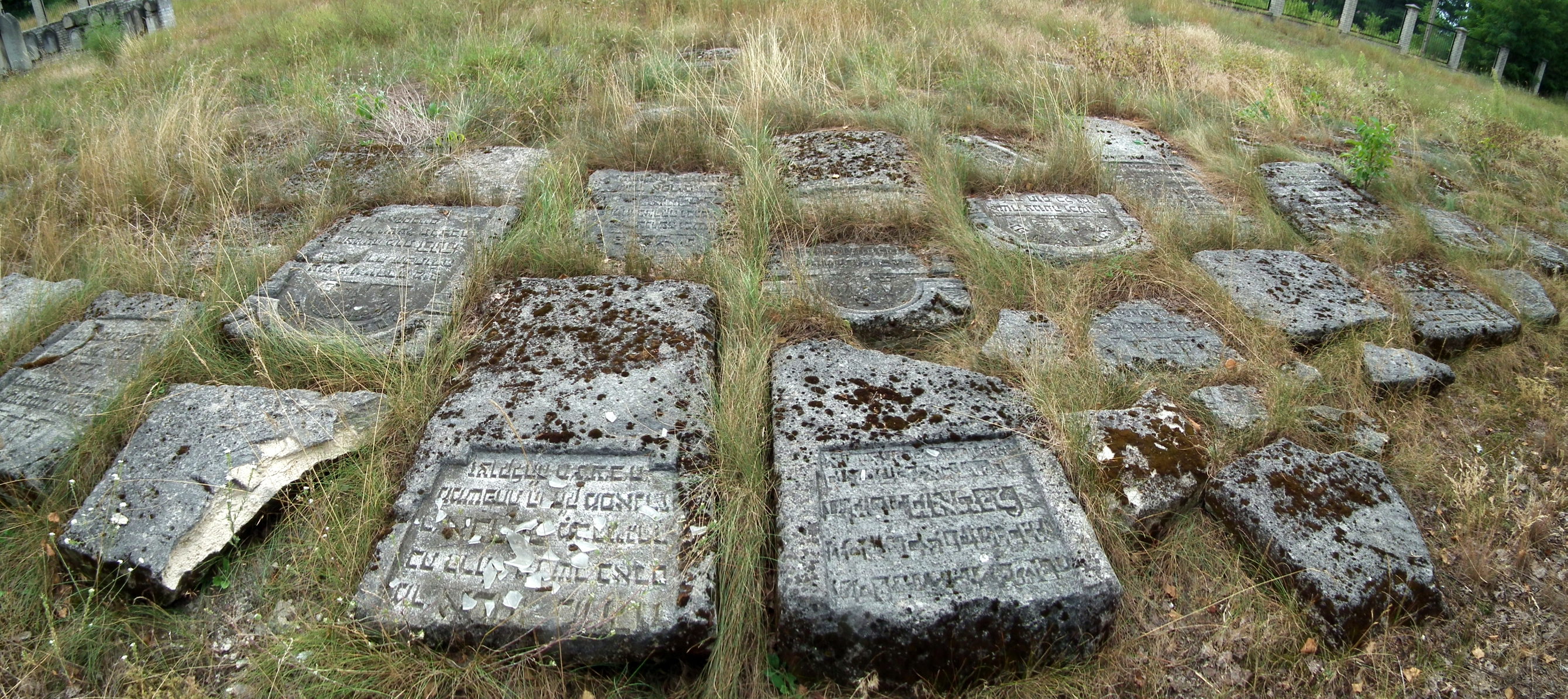
Macewy na cmentarzu żydowskim na Piaskach.

Piaski – jedno z 12 osiedli (jednostek pomocniczych gminy) oraz część miasta Biłgoraja.

## Dane ogólne
Piaski znajdują się w południowo-wschodniej części miasta. Sąsiadują z osiedlami Ogrody (od strony północnej) i Puszcza Solska (od strony zachodniej).
Północną granicą osiedla są zabudowania ulicy Cichej, a zachodnią ulice Bohaterów Monte Cassino i Bolesława Prusa. Po stronach południowej i wschodniej Piaski sięgają granicy miasta.
Zabudowa Piask ma charakter mieszkalny oraz usługowo-magazynowy. Kwartały uliczne, zajęte przez budownictwo mieszkalne, skupiają domy jednorodzinne oraz – w niektórych miejscach – niewielkie bloki. Kwartały usługowo-magazynowe są zajęte głównie przez przedsiębiorstwa handlowe oraz przez drobną działalność usługową.
We wschodniej, peryferyjnej części Piask rozciągają się łąki i nieużytki, przylegające do rozłożonych za miastem lasów Puszczy Solskiej. Wśród nich leżą stawy rybne – tzw. stawy Ćwikły – o łącznej powierzchni ok. 21,5 ha. Znajdują się tam także zabudowania niewielkiego osiedla Leśnik, nie mającego statusu odrębnej jednostki administracyjnej.
Przez niezurbanizowane tereny Piask przepływa sieć cieków wodnych, będących zlewiskiem Czarnej Łady. Główny wśród nich to rzeczka Próchnica, zasilająca m.in. wymienione wyżej stawy. Z osiedla z kierunku wschodnim biegnie lokalna droga, prowadząca przez lasy do wioski Edwardów; jej nazwa w granicach miasta to ulica Rożnówka Stawy.
W granicach Piask znajduje się szereg obiektów usługowych i handlowych, do których zaliczają się m.in. sklepy różnych branż, w tym supermarkety i centra handlowe. Istnieją tu też miejsca o znaczeniu historycznym. Najważniejsze z nich to dawne koszary armii carskiej z drugiej połowy XIX w. (obecnie wykorzystywane w celach magazynowych i handlowych), cmentarz żydowski z pierwszej połowy XIX w., a także cmentarz epidemiczny ofiar tyfusu i cholery z czasów I wojny światowej.
Organem uchwałodawczym osiedla jako jednostki pomocniczej gminy miejskiej Biłgoraj jest Rada Osiedla. Organ wykonawczy to Zarząd Osiedla.

## Informacje historyczne

### Piaski do XIX w.
Od momentu lokacji Biłgoraja w drugiej połowie XVI w. obszar dzisiejszego osiedla Piaski stanowił niezabudowaną przestrzeń, położoną po południowo-wschodniej części miasta, w pobliżu założonej w XVI w. wioski Puszcza Solska. Teren ten nie pełnił istotniejszej funkcji aż do końca XVIII w. Według wspomnień mieszkańców z początku XX w., powierzchnia była bardzo silnie zapiaszczona, tak, aż trudno było przez nią przejechać – stąd wzięła się nazwa późniejszego osiedla.
W początkach XIX w. po przeciwnej (zachodniej) stronie Biłgoraja powstał pałac i folwark należący do właściciela miasta, Stanisława Nowakowskiego, i noszący nazwę Rożnówka. Na terenie dzisiejszych Piask znajdowały się obiekty gospodarcze tegoż folwarku; stąd droga, która już w XIX w. prowadziła do Edwardowa, nosi dziś nazwę ulicy Rożnówka Stawy.
W pierwszych latach XIX w. biłgorajscy Żydzi umieścili tutaj swój cmentarz; była to trzecia żydowska nekropolia na terenie miasta.
W drugiej połowie XIX w. przy dzisiejszej ulicy Cichej władze rosyjskie umieściły garnizon wojskowy, w którym stacjonowały pułki kozaków dońskich. To wydarzenie stało się impulsem dla powstania Piask, które przekształciły się w południowo-wschodnie przedmieście Biłgoraja. Wokół rosyjskich koszar zaczęły powstawać sklepy i warsztaty, ukierunkowane na obsługę carskich żołnierzy. Nowo budowane osiedle zamieszkiwała głównie uboższa warstwa mieszczaństwa.

### Piaski w XX i XXI w.
W czasie I wojny światowej Biłgoraj został dotknięty epidemiami tyfusu i cholery; według różnych szacunków mogły one pociągnąć za sobą ponad 2 tysiące ofiar. Na peryferyjnych Piaskach umieszczono wówczas cmentarz dla ofiar chorób – zlokalizowany został przy granicy cmentarza żydowskiego.
Na mapach z okresu międzywojennego (1918-1939) obszar Piask widnieje jako w większej części niezurbanizowany, z szeregiem zabudowań zlokalizowanych wzdłuż dzisiejszej ulicy Cichej. Oprócz cmentarzy na Piaskach istniały już wówczas wspomniane wyżej stawy Ćwikły.
Rozwój budownictwa i obecnej sieci ulic na Piaskach datuje się od lat 50. i 60. XX w. Wówczas powstała zabudowa jednorodzinna, szereg niewielkich bloków, a część obszaru – w tym dawne carskie koszary – zagospodarowano dla działalności przedsiębiorczej. W latach 90. XX w., po transformacji ustrojowej, na Piaskach rozwinęło się targowisko; w chwili obecnej jego działalność ma coraz bardziej marginalne znaczenie. Po roku 2000 wykonano modernizację znacznej części ulic osiedla; zwiększyła się też wówczas liczba obiektów o charakterze usługowym i handlowym.
Osiedle Piaski jako jednostkę podziału administracyjnego w obecnym kształcie formalnie powołano do życia Uchwałą Rady Miasta w Biłgoraju z dnia 25 sierpnia 2004 r.